# International Planned Parenthood Federation
International Planned Parenthood Federation (skraćeno IPPF; hrv. Međunarodna federacija planiranog roditeljstva) je međunarodna organizacija koja promovira kontrolu rađanja, pobačaj, kontracepciju i ostale metode planiranja obitelji. Organizacija je utemeljena 1952. godine u Mumbaiju, na Trećoj međunardnoj konferenciji o planiranom roditeljstvu. Trenutno se sastoji od više od 150 članicu u više od 170 država. Sjedište organizacije nalazi se u Londonu.
Najistaknutija članica je američki Planned Parenthood.
Članice organizacije pružaju usluge planiranja obitelji, seksualne edukacije, razne usluge kontracepcije, te testiranje na spolno prenosive bolesti i njihovo liječenje.

## Vanjske poveznice
- Službene stranice